# Eleição municipal de Caucaia em 2024
A eleição municipal de Caucaia em 2024 será realizada com base no calendário eleitoral para todas as cidades do Brasil. Serão escolhidos um prefeito, um vice-prefeito e 23 vereadores, que exercerão um mandato de quatro anos, de 1.º de janeiro de 2025 a 1.º de janeiro de 2029. O primeiro turno ocorrerá em 6 de outubro, e se o candidato mais votado não atingir metade (50%) mais um dos votos far-se-á o segundo turno em 27 de outubro; ambos dias são domingos.

## Contexto
A última eleição municipal em Caucaia, realizada em 2020, foi vencida no segundo turno por Vitor Valim, filiado ao Partido Republicano da Ordem Social (PROS), que obteve 83 558 votos, ou 51,08% dos válidos, ante os 80 045, ou 48,92%, do então prefeito Naumi Amorim, do  Partido Social Democrático (PSD). 
Eleito pelo grupo oposicionista ao governo do Estado, Vitor Valim não acompanhou o grupo político do então deputado federal Capitão Wagner na sua filiação ao União Brasil, e acabou formando uma aliança com o então governador Camilo Santana para as eleições de 2022, filiando-se posteriormente ao Partido Socialista Brasileiro (PSB). Apesar de estar apto a disputar a reeleição, Valim decidiu não concorrer, devido a problemas pessoais, como o falecimento de sua filha.

## Pré-candidatos
| Pré-candidato(a) a prefeito(a) | Pré-candidato(a) a prefeito(a) | Pré-candidato(a) a prefeito(a) | Cargos relevantes                                                                              | Partido Federação            | Pré-candidato(a) a Vice-prefeito(a) | Pré-candidato(a) a Vice-prefeito(a) | Pré-candidato(a) a Vice-prefeito(a) | Cargos relevantes                                                                         | Partido Federação | Partidos que Apoiam                                                                                               | Referências         |
| ------------------------------ | ------------------------------ | ------------------------------ | ---------------------------------------------------------------------------------------------- | ---------------------------- | ----------------------------------- | ----------------------------------- | ----------------------------------- | ----------------------------------------------------------------------------------------- | ----------------- | --- | ------------------- |
| 13                             |                                | Waldemir Catanho               | - 1° suplente de senador (2011-2019) - Secretário de Articulação Política do Ceará (2023-2024) | PT FE Brasil                 |                                     |                                     | Vanderlan Alves                     | - Vereador de Caucaia (2021-atualidade)                                                   | Republicanos      | Amar e Cuidar de Caucaia FE Brasil (PT, PCdoB e PV), Republicanos, PSB, Solidariedade, Federação PSOL REDE e Agir | [ 2 ] [ 3 ]         |
| 22                             |                                | Coronel Aginaldo               | - Ex-comandante da Força Nacional                                                              | PL                           |                                     |                                     | Luana Forte                         |                                                                                           | PL                | Sem coligação | [ 4 ] [ 5 ] [ 6 ]   |
| 45                             |                                | Emília Pessoa                  | - Deputada Estadual (2023-atualidade)                                                          | PSDBFederação PSDB Cidadania |                                     |                                     | Dona Célia                          | - Secretária Adjunta de Assistência Social (2021-2023) - Vereadora de Caucaia (2017-2020) | PP                | Juntos Somos Mais Caucaia Federação PSDB Cidadania, PP, PDT e UNIÃO                                               | [ 4 ] [ 7 ] [ 8 ]   |
| 55                             |                                | Naumi Amorim                   | - Prefeito de Caucaia (2017-2020)                                                              | PSD                          |                                     |                                     | Priscila Menezes                    | - Vereadora de Caucaia (2017-2020)                                                        | MDB               | Pra Caucaia Voltar a Crescer PSD, MDB, PODE, PRD, PRTB, PMB e Avante                                              | [ 9 ] [ 10 ] [ 11 ] |

## Votação
Segundo o calendário oficial divulgado pelo Tribunal Superior Eleitoral em janeiro de 2024, a eleição municipal será realizada em 6 de outubro e um eventual segundo turno ocorrerá em 27 de outubro, caso o candidato a prefeito mais votado não tenha atingido a metade (50%) mais um dos votos válidos; ambas datas caem num domingo. Ainda como define o artigo 144 do Código Eleitoral Brasileiro a votação ocorrerá das 8h às 17h pelo horário de Brasília.
Caucaia conta em 2024 com 245.560 pessoas aptas a votar, o que corresponde a 69,04% de sua população total (355.679 habitantes) segundo o censo demográfico realizado no Brasil em 2022. O número é 10,55% maior que o do período da eleição de 2020, quando 222.128 pessoas estavam cadastradas. A cidade é dividida em três zonas eleitorais, com 135 locais de votação e 796 seções. Os eleitores tiveram até 8 de maio para regularizar seus títulos e realizar o cadastro biométrico nos locais de atendimento do Tribunal Regional Eleitoral do Ceará.

## Resultados

### Prefeito
| Candidato(a)                                             | Candidato(a)                                             | Vice                                                     | 1º turno 6 de outubro de 2024 | 1º turno 6 de outubro de 2024 | 2º turno 27 de outubro de 2024 | 2º turno 27 de outubro de 2024 |
| Candidato(a)                                             | Candidato(a)                                             | Vice                                                     | Votação                       | Votação                       | Votação                        | Votação                        |
| Candidato(a)                                             | Candidato(a)                                             | Vice                                                     | Total                         | Percentagem                   | Total                          | Percentagem                    |
| -------------------------------------------------------- | -------------------------------------------------------- | -------------------------------------------------------- | ----------------------------- | ----------------------------- | ------------------------------ | ------------------------------ |
|                                                          | Naumi Amorim (PSD)                                       | Priscila Menezes (MDB)                                   | 74 146                        | 38,42%                        | 109 835                        | 60,40%                         |
|                                                          | Waldemir Catanho (PT)                                    | Vanderlan Alves (Republicanos)                           | 47 617                        | 24,67%                        | 72 014                         | 39,60%                         |
|                                                          | Emília Pessoa (PSDB)                                     | Dona Célia (PP)                                          | 47 609                        | 24,67%                        | Não participaram               | Não participaram               |
|                                                          | Coronel Aginaldo (PL)                                    | Luana Forte (PL)                                         | 23 628                        | 12,24%                        | Não participaram               | Não participaram               |
| → Total de votos válidos                                 | → Total de votos válidos                                 | → Total de votos válidos                                 | 193 000                       | 92,20%                        | 181 849                        | 91,93%                         |
| → Votos em branco                                        | → Votos em branco                                        | → Votos em branco                                        | 6 058                         | 2,89%                         | 5 544                          | 2,80%                          |
| → Votos nulos                                            | → Votos nulos                                            | → Votos nulos                                            | 10 264                        | 4,9%                          | 10 425                         | 5,27%                          |
| Total                                                    | Total                                                    | Total                                                    | 209 322                       | 85,25%                        | 197 818                        | 80,55%                         |
| Abstenções                                               | Abstenções                                               | Abstenções                                               | 36 230                        | 14,75%                        | 47 734                         | 19,44%                         |
| Total de inscritos                                       | Total de inscritos                                       | Total de inscritos                                       | 245 560                       | 100%                          | 245 560                        | 100%                           |
| Relação da população municipal ao total de votos válidos | Relação da população municipal ao total de votos válidos | Relação da população municipal ao total de votos válidos | 355 679                       | 54,26%                        | 355 679                        | 51,12%                         |
| Relação da população municipal ao total de inscritos     | Relação da população municipal ao total de inscritos     | Relação da população municipal ao total de inscritos     | 355 679                       | 69,03%                        | 355 679                        | 69,03%                         |